# Francesc IV Crispo
Francesc IV Crispo, nascut el 1518, era fill de Joan IV Crispo. Va ser associat pel seu pare a feines del govern el 1536, i va restar fins a l'ocupació veneciana el 1544.
Va morir el 1550 i la posició d'hereu va passar a son germà Jaume IV Crispo.
Es va casar amb Fiorenza Gozzadini filla d'Àngel III Gozzadini, senyor de Sifnos i Kitnos i va tenir una filla (Fiorenza). Va tenir també un fill il·legítim, Nicolo Crispo, que fou pretendent al ducat, i cap de la línia de pretendents.